# Attenschwiller
Attenschwiller – miejscowość i gmina we Francji, w regionie Grand Est, w departamencie Górny Ren.
Według danych na rok 1999 gminę zamieszkiwało 836 osób, 163 os./km².